# Dubois (Wyoming)
Dubois és una població dels Estats Units a l'estat de Wyoming. Segons el cens del 2000 tenia 962 habitants.

## Demografia
Segons el cens del 2000, Dubois tenia 962 habitants, 451 habitatges, i 274 famílies. La densitat de població era de 142,9 habitants/km².
Dels 451 habitatges en un 22,6% hi vivien nens de menys de 18 anys, en un 49,4% hi vivien parelles casades, en un 8,4% dones solteres, i en un 39,2% no eren unitats familiars. En el 32,6% dels habitatges hi vivien persones soles el 8,9% de les quals corresponia a persones de 65 anys o més que vivien soles. El nombre mitjà de persones vivint en cada habitatge era de 2,13 i el nombre mitjà de persones que vivien en cada família era de 2,68.
Per edats la població es repartia de la següent manera: un 20,9% tenia menys de 18 anys, un 5,1% entre 18 i 24, un 25,9% entre 25 i 44, un 29,6% de 45 a 60 i un 18,5% 65 anys o més.
L'edat mediana era de 44 anys. Per cada 100 dones de 18 o més anys hi havia 100,8 homes.
La renda mediana per habitatge era de 28.194 $ i la renda mediana per família de 33.409 $. Els homes tenien una renda mediana de 28.125 $ mentre que les dones 16.719 $. La renda per capita de la població era de 15.657 $. Entorn del 9,9% de les famílies i el 12% de la població estaven per davall del llindar de pobresa.

## Poblacions més properes
El següent diagrama mostra les poblacions més properes.